# جو-آن: روح سیاه
جو-آن: روح سیاه (انگلیسی: Ju-On: Black Ghost) فیلمی در ژانر وحشت روان‌شناختی است که در سال ۲۰۰۹ منتشر شد. از بازیگران آن می‌توان به کوجی ستو و ماریا تاکاگی اشاره کرد.

## خلاصه داستان
پس از سقوط در مدرسه ، دختر جوانی به نام فوکی یوکوتا به کلینیک منتقل می شود. او و مادرش کیواکو پس از بهبودی به خانه برمی گردند ، اما فوکی ناگهان اجازه می دهد صدای عجیب و غریب و صدای کج کردن و عجیب کردن صدای پدر و مبهوت به پدرش بازگردد که او "آن زن" را خواهد کشت.
در طی آزمایش روانشناسی که فوکی در خواب هیپنوتیزم است ، ناپایدارتر می شود و مجبور می شود در بیمارستان بماند و توسط یک پرستار یوکو مراقبت شود. پزشک به کیواکو می گوید کیست در بدن فوکی کشف می شود ، اما در واقع بقایای جسمی دوقلوهای متولد نشده فوکی است که در بدو تولد با بدن او ادغام شده است. کیواکو با دانستن اینکه وضعیت فوکی فوق طبیعی است ، با خواهرش ، ماریکو که از لحاظ معنوی آگاهی دارد ، تماس می گیرد تا فوکی را معاینه کند. با این نتیجه گیری که دوقلوهای فوکی یک انگل است ، او برای بیرون راندن روح شیطانی اقدام به بیرون زدگی می کند اما این روح ماریو را فریب می دهد تا به جای آن روح فوکی را اخراج کند. فوکی با روح و روان به خانه ماریکو می رسد و علی‌رغم اینکه سعی می کند برای فرار از آنها زمان بخرد ، ماریکو و همسر و فرزندش را می کشد.
روح موجود در بدن فوکی به بیمارستان بازگردانده می شود و در آخرین تلاش خندق ، بدن کیواکو بدن فوکی را می گیرد و با آن از پشت بام می پرید و هر دو را می کشد. با این حال ، این عمل این روحیه را برای رعب و وحشت یک کارمند شوهر کیواکو ، Ayano ، و همچنین وادار کردن همسر کیواکو به قتل او ، با پیش بینی روح فراهم می کند. روح به آپارتمان یوکو نیز می رود تا او و همسایه جوانش ، تتسویا را بکشد.